# Pacific Grove
Pacific Grove és una població dels Estats Units a l'estat de Califòrnia. Segons el cens del 2000 tenia 15.522 habitants.

## Demografia
Segons el cens del 2000, Pacific Grove tenia 15.522 habitants, 7.316 habitatges, i 3.972 famílies. La densitat de població era de 2.088,2 habitants/km².
Dels 7.316 habitatges en un 21,6% hi vivien nens de menys de 18 anys, en un 41,7% hi vivien parelles casades, en un 9,6% dones solteres, i en un 45,7% no eren unitats familiars. En el 36,8% dels habitatges hi vivien persones soles el 14,2% de les quals corresponia a persones de 65 anys o més que vivien soles. El nombre mitjà de persones vivint en cada habitatge era de 2,1 i el nombre mitjà de persones que vivien en cada família era de 2,75.
Per edats la població es repartia de la següent manera: un 17,8% tenia menys de 18 anys, un 5,7% entre 18 i 24, un 27% entre 25 i 44, un 29,9% de 45 a 60 i un 19,6% 65 anys o més.
L'edat mediana era de 45 anys. Per cada 100 dones de 18 o més anys hi havia 81,5 homes.
La renda mediana per habitatge era de 50.254 $ i la renda mediana per família de 59.569 $. Els homes tenien una renda mediana de 43.897 $ mentre que les dones 35.924 $. La renda per capita de la població era de 31.277 $. Entorn del 3% de les famílies i el 5,4% de la població estaven per davall del llindar de pobresa.

## Poblacions més properes
El següent diagrama mostra les poblacions més properes.